# أداما تراوري (لاعب كرة قدم ولد في 28 يونيو 1995)
أداما تراوري (بالفرنسية: Adama Traoré) (28 يونيو 1995 بباماكو في مالي - ) هو لاعب كرة قدم مالي في مركز الوسط، شارك في كأس الأمم الأفريقية 2017. وشارك مع منتخب مالي تحت 20 سنة لكرة القدم ومنتخب مالي لكرة القدم. أما مع النوادي، فقد لعب مع موسكرون بيروفيلز ونادي ليل ونادي موناكو وAS Bakaridjan ‏.

## وصلات خارجية
- أداما تراوري (لاعب كرة قدم) على موقع الاتحاد الدولي (مؤرشف)  (الإنجليزية)
- أداما تراوري (لاعب كرة قدم) على موقع الاتحاد الدولي (مؤرشف)  (الإنجليزية)
- أداما تراوري (لاعب كرة قدم) على موقع الاتحاد الأوربي (الإنجليزية)
- أداما تراوري (لاعب كرة قدم) على موقع رابطة كرة القدم الفرنسية للمحترفين (الإنجليزية)
- أداما تراوري (لاعب كرة قدم) على موقع قاعدة بيانات كرة القدم.إي يو (الإنجليزية)
- أداما تراوري (لاعب كرة قدم) على موقع ليكيب (الفرنسية)
- أداما تراوري (لاعب كرة قدم) على موقع ناشيونال فوتبول تيمز (الإنجليزية)
- أداما تراوري (لاعب كرة قدم) على موقع Soccerway.com (الإنجليزية)
- أداما تراوري (لاعب كرة قدم) على موقع عالم كرة القدم.نت (الإنجليزية)